# Loža "Ratno prijateljstvo"
Loža "Ratno prijateljstvo" (fran. Loge L'Amitié de la Guerre; njem. Loge Zur Keigsfreundschaft) je bila prva loža slobodnih zidara na teritoriju današnje Hrvatske, osnovana 1759. u Glini. Radila je pod zaštitom Velike pokrajinske lože Ugarske, a od 1775. godine Velike pokrajinske lože Hrvatske.

## Povijest
Prva hrvatska loža, kao i u ovog dijela Europe, osnovana je na prostoru Vojne krajine, u Glini 1759. godine pod nazivom "Ratno prijateljstvo". Prvi njezini članovi bili su većinom hrvatski časnici koji su sudjelovali u Sedmogodišnjemu ratu koji je trajao od 1756. do 1763. godine. Glavnu ulogu kod utemeljenja imao je grof Ivan VIII. Drašković, koji je nešto kasnije, 1768. godine, izabran za prvoga poznatog starješinu Lože. Drašković je bio starješina lože do 1770. godine.
Loža je radila 36 godina, sve do 1795. godine kada je nastupila zabrana slobodnog zidarstva u Habsburškoj Monarhiji.

## Ustroj

### Stariješine lože
Starješine Lože "Ratno prijateljstvo" bili su:
- grof Ivan Drašković (1768. – 1770.)
- Peter Karl Ott von Bátorkéz [en] (od 1778.)

### Obred
Obred po kojem je Loža radila od 1775. godine bio je Draškovićeva opservancija. Obred se izvodio na francuskome jeziku, kasnije na latinskom.

## Poznati članovi
- grof Ivan VIII. Drašković
- grof Franjo Jelačić Bužimski
- barun Filip Knežević